# Gråtansjön
Gråtansjön är en sjö i Vilhelmina kommun i Lappland och ingår i Ångermanälvens huvudavrinningsområde. Sjön har en area på 0,881 kvadratkilometer och ligger 441,9 meter över havet. Sjön avvattnas av vattendraget Gråtanån.

## Delavrinningsområde
Gråtansjön ingår i det delavrinningsområde (720627-154396) som SMHI kallar för Utloppet av Gråtansjön. Medelhöjden är 480 meter över havet och ytan är 6,04 kvadratkilometer. Räknas de 4 avrinningsområdena uppströms in blir den ackumulerade arean 64,85 kvadratkilometer. Gråtanån som avvattnar avrinningsområdet har biflödesordning 3, vilket innebär att vattnet flödar genom totalt 3 vattendrag innan det når havet efter 345 kilometer. Avrinningsområdet består mestadels av skog (57 procent) och sankmarker (13 procent). Avrinningsområdet har 0,88 kvadratkilometer vattenytor vilket ger det en sjöprocent på 14,5 procent.